# Alexander Frei
Alexander Frei (Basileia, 15 de julho de 1979) é um ex-futebolista suíço. 

## Carreira
Ele assinou um contrato de quatro anos com o Borussia Dortmund em 29 de junho de 2006. O Borussia Dortmund pagou uma taxa de transferência de aproximadamente cinco milhões de euros. Em 17 de julho de 2009, ele deixou o Dortmund e assinou contrato com o Basel e retornou para a Suiça após seis anos.
Anuncia aposentadoria do futebol ao final da temporada 2012/2013.

## Seleção nacional
Frei jogou pela Suíça na Euro 2004 e na Copa do Mundo de 2006 na Alemanha. Ele marcou dois gols na Copa do Mundo, um na partida contra Togo e outro em um lance controverso contra a Coreia do Sul.
Anunciou sua aposentadoria da Seleção Suíça em 5 de abril de 2011 após receber fortes críticas da torcida nas últimas partidas da seleção. Ao todo, disputou 84 partidas, marcando em 42 oportunidades, o transformando no maior artilheiro da Nati.

## Títulos
Servette
- Copa da Suíça: 2000-01

FC Basel
- Campeonato Suíço: 2009-10, 2010-11, 2011-12, 2012-13, 2013-14
- Copa da Suíça: 2009-10, 2011-12
- Uhrencup: 2011